# Бібліографія Джозефа Конрада
Нижче наведений список літературних творів англійського письменника польського походження Джозефа Конрада.

## Твори
- 1895 «Олмейрова примха»[pl] (Almayer's Folly)
- 1896 «Вигнанець з островів» (An Outcast of the Islands)
- 1897 "Негр з «Нарциса» (The Nigger of the «Narcissus»)
- 1898 «Оповісті неспокою» (збірка)
  - 1897 «Караїн. Спогад»' (Karain: A Memory)
  - 1896 «Ідіоти»[it]' (The Idiots)
  - 1897 «Аванпост прогресу» (An Outpost of Progress)
  - 1898 «Повернення»[it]' (The Return)
  - 1897 «Лагуна» (The Lagoon)
- 1900 «Лорд Джім» (Lord Jim)[1]
- 1901 «Спадкоємці»[pl] The Inheritors (разом з Фордом Мадоксом Фордом)
- 1902 «Молодість та інші оповідання» (збірка)
  - 1898 «Молодість» (Youth)
  - 1899 «Серце темряви» (Heart of Darkness)[2]
  - 1902 «Кінець неволі»[it]' (The End of the Tether)
- 1903 «Пригода»[pl] (Romance) (разом з Фордом Мадоксом Фордом)
- 1903 «Тайфун та інші оповідання» (збірка)
  - 1902 «Тайфун» (Typhoon)
  - 1901 «Емі Фостер» (Amy Foster)
  - 1903 «Фальк» (Falk)
  - 1902 «Завтра» (To-morrow)
- 1904 «Ностромо» (Nostromo)
- 1906 «Дзеркало моря» (The Mirror of the Sea. Memories and Impressions)
- 1907 «Таємний агент» (The Secret Agent)
- 1908 «Шість оповідань»
  - 1906 «Гаспар Руїс»[fr]
  - 1906 «Інформатор»[fr]
  - 1906 «Звір»[fr]
  - 1906 «Анархіст»[fr]
  - 1908 «Дуель»
  - 1908 «Ель Конде»[fr]
- 1911 «Очима Заходу»[pl] (Under Western Eyes)
- 1912 «Між землею та морем» (збірка)
- 1912 «Зі спогадів» (A Personal Record)
  - 1911 «Усмішка фортуни»[it] (A Smile of Fortune)
  - 1910 «Таємний спільник»[it] (The Secret Sharer)
  - 1912 «Фрея із Семи Островів»[it]' (Freya of the Seven Isles)
- 1913 «Оказія» (Chance)
- 1915 «Перемога»[pl] (Victory)
- 1915 «Припливи та відпливи» (збірка)
  - 1914 «Плантатор Мальти»[fr] (The Planter of Malata)
  - 1911 «Партнер»[fr] (The Partner)
  - 1913 Корчма «Під двома відьмами»[fr] (The Inn of the Two WitchesA Find)
  - 1914 «За долари»[fr] (Because of the Dollars)
- 1917 Межа тіні[en] (The Shadow Line)
- 1919 «Золота стріла» (The Arrow of Gold)
- 1920 «Визволення» (The Rescue)
- 1923 Природа злочину[en] (The Nature of a Crime) (разом з Ford Madox Ford)
- 1923 Корсар (роман)[en] (The Rover)
- 1925 «Почуті історії» (збірка)
  - 1917 «Душа воїна»[fr]
  - 1911 «Князь Роман»[fr]
  - 1917 «Оповідь»[fr]
  - 1908 «Чорний офіцер»[fr]
- 1925 «Очікування: наполеонівський роман» (Suspense: a Napoleonic Novel) (незакінчена, видана посмертно)
- 1926 Останні есеї[en] (Last Essays)

## Переклади українською
- Джозеф Конрад. „Аванпост прогресу“[3]. Переклад з англійської: С. Вільховий (С. Титаренко). Вступ та редакція: Михайла Калиновича. Київ: „Слово“. 1926. 93 стор.
- Джозеф Конрад. „Кінець неволі“. Переклад з англійської: Михайло Калинович. Київ: Слово. 1928. 207 стор.
  - (передрук) Джозеф Конрад. „Кінець неволі“. Переклад з англ.: Михайло Калинович. Харків: Фоліо. 2019. 192 стор. ISBN 978-966-03-8791-1
- Джозеф Конрад. „Твори“ Джозефа Конрада у двох томах. Том 1 „Визволення, Роман мілин“. Переклад з англійської: Ганна Касьяненко. Редакція та передямова: А. Ніковський. Київ/Харків: Книгоспілка. 1929. 332 стор.
  - (передрук) Джозеф Конрад. „Вибране“: Оповідання (Аванпост прогресу, Лагуна, Завтра); Визволення, Роман мілин. Переклад з англійської: С. Вільховий (оповідання), Ганна Касьяненко (Визволення). Упорядкування, редакція та післямова: П. С. Шарандак. Київ: „Радянський письменник“. 1959 р.
  - (передрук) Джозеф Конрад. Визволення, Роман мілин. Переклад з англ.: Ганна Касьяненко. Харків: Фоліо. 2020. 348 стор. ISBN 978-966-03-9112-3
- Джозеф Конрад. „Твори“ Джозефа Конрада у двох томах. Том 2: „Ольмейрова примха“. Переклад з англійської: Віктор Петровський. Київ: „Книгоспілка“. 1929 р.
  - (передрук) Джозеф Конрад. Олмейрова примха. Вигнанець з островів. Переклад з англ. Віктор Петровський, Андрій Бондар. — Київ: „Темпора“. 2018. 624 стор. ISBN 978-617-569-357-5
- Джозеф Конрад. „Олмейрова примха (Історія східньої річки)“. Переклад з англійської: Марія Лисиченко. Одеса: „ДВУ“. 1929 р.
  - (передрук) Джозеф Конрад. „Олмейрова примха“. Переклад з англійської: Марія Лисиченко. Київ: „Знання“. 223 стор. 2017. ISBN 978-617-07-0435-1 (серія „English Library“)
  - (передрук) Джозеф Конрад. „Олмейрова примха“[4]. Переклад з англ.: Марія Лисиченко, Сергій Вільховий, Михайло Калинович. Харків: «Фоліо». 448 стор. 2017. ISBN 978-966-03-7509-3
- Джозеф Конрад. Збірка оповідань «Тайфун». Переклад з англійської: Микола Рошківський. Харків-Київ: «ДВУ». 1930
  - (передрук) Джозеф Конрад. Зроби або помри: морські історії[5]. Переклад з англійської — П. Таращук, С. Вільховий, Л. Гончар та М. Рошківський. Київ: «Темпора». 2011. 528 стор. (Серія «Бібліотека „ЛітАкценту“») ISBN 978-617-569-065-9
- Джозеф Конрад. «Фрейя з Семи островів». Переклад з англійської: Е.Я Хоменко. Київ: Молодь. 1960 р. 92 стор.
- Джозеф Конрад. «Аванпост прогресу». Переклад з англійської: Олександр Мокровольський // «Книга пригод: оповідання: для середнього та старшого шкільного віку». Упорядник Олександр Терех, Володимир Савадов. Київ: Веселка, 1983. 317 стор.: ?-?
- Джозеф Конрад. Лорд Джим. Переклад з англійської — Л. Гончар. Київ: «Молодь». 1985. 240 стор.

- Джозеф Конрад. Серце пітьми. Переклад з англійської — Ігор Андрущенко Львів: «Астролябія». 2015. 160 стор. ISBN 978-617-664-081-3
  - (аудіокнига) Джозеф Конрад. Серце пітьми. Переклад з англійської — Ігор Андрущенко. Львів: «Астролябія». Тривалість: 5 год. 35 хв. Формат: mp3 (256 Kbps CBR, 44100 Hz Stereo, 32-bit). 4 червня 2016
- Джозеф Конрад. Серце темряви. Переклад з англійської — Марія Головко. Київ: «Знання». 2015. 175 стор. ISBN 978-617-07-0320-0
- Джозеф Конрад. Серце пітьми. Переклад з англ. Тараса Бойка. — Київ: «Комубук». 2016. 176 стор. ISBN 978-966-97490-5-5

- Джозеф Конрад.  Фальк. Емі Фостер. Завтра. Переклала з англійської Олена О'Лір. Львів : Видавництво «Астролябія», 2018. 224 стор. ISBN 978-617-664-133-9
- Джозеф Конрад. Таємний агент. Переклад з англ.: П. Таращук. — Київ: «Темпора». 2018. 358 стор. ISBN 978-617-569-341-4
- Джозеф Конрад. Олмейрова примха. Вигнанець з островів. Переклад з англ.: Віктор Петровський, Андрій Бондар. — Київ: «Темпора». 2018. 624 стор. ISBN 978-617-569-357-5
- Джозеф Конрад. Очима Заходу. Самодержавство і війна. Переклад з англ.: П. Таращук. — Київ: «Темпора». 2019. 456 стор. ISBN 978-617-569-364-3
- Джозеф Конрад. Межа тіні. Тайфун. Переклад з англ.: Ольга Фира, Микола Рошківський. — Київ: Знання, 2019. — 286 стор. (серія «English Library») ISBN 978-617-07-0672-0
- Джозеф Конрад. Негр з «Нарциса». Оповісті неспокою. Молодість. Переклад з англ.: Андрій Бондар, Петро Таращук. — Київ: «Темпора». 2019. 576 стор. ISBN 978-617-569-421-3
- Джозеф Конрад. Ностромо. Переклала з англійської Олена О'Лір. Львів : Видавництво «Астролябія», 2019. 704 стор. ISBN 978-617-664-183-4
- Джозеф Конрад. Форд Медокс Геффер. Спадкоємці. Природа злочину. Переклад з англ.: Андрій Бондар. — Київ: «Темпора». 2020. 332 стор. ISBN 978-617-569-435-0
- Джозеф Конрад.  Фрея із Семи Островів . Переклад з англ.: Сергій Вільховий, Богдана Носенок. Харків: «Фоліо». 2020. 187 стор. ISBN 978-966-03-9166-6
- Джозеф Конрад. Дзеркало моря. Особова справа. Переклад з англ.: Андрій Бондар. — Київ: «Темпора». 2021. 472 стор. ISBN 978-617-569-506-7
- Джозеф Конрад. Форд Медокс Геффер. Романтична історія. Переклад з англ.: Андрій Бондар. — Київ: «Темпора». 2022. 684 стор. ISBN 978-617-569-578-4
- Джозеф Конрад. Лорд Джим. Переклад з англ.: Андрій Бондар. — Київ: «Темпора». 2023. 579 стор. ISBN 978-617-569-582-1